# Göydərə
Göydərə è un comune dell'Azerbaigian situato nel distretto di Culfa.